# Coccoloba ascendens
Coccoloba ascendens là một loài thực vật có hoa trong họ Rau răm. Loài này được Duss ex Lindau mô tả khoa học đầu tiên năm 1896 publ. 1897.